# India op de Olympische Zomerspelen 1980
India nam deel aan de Olympische Zomerspelen 1980 in Moskou, Sovjet-Unie. Er werd 1 gouden medaille gewonnen in het hockey.

## Medailleoverzicht
| Sport  | Olympiër | Discipline | Medaille |
| ------ | --- | ---------- | -------- |
| Hockey | Vasudevan Baskaran Allan Schofield Bir Bhadur Chettri Sylvanus Dung Dung Davinder Singh Gurmail Singh Ravinder Pal Singh Sommayya Maneypande Maharaj Krishan Kaushik Charanjit Kumar Merwyn Fernandes Amarjit Singh Rana Mohamed Shahid Zafar Iqbal Surinder Singh Sodhi | mannen     | Goud     |

## Deelnemers en resultaten

### Atletiek
| Olympiër              | Discipline            | Resultaat | Prestatie                                             |
| --------------------- | --------------------- | --------- | ----------------------------------------------------- |
| Adille Sumariwalla    | 100m (m)              | 50e       | serie 7: 7de in 11,04                                 |
| Perumal Subramanian   | 200m (m)              | 44e       | serie 6: 5de in 22,39                                 |
| Sri Ram Singh         | 800m (m)              | 21e       | serie 1: 4de in 1.49,8 halve finale 3: 8ste in 1.49,0 |
| Sant Kumar            | 1500m (m)             | 32e       | serie 2: 8ste in 3.55,6                               |
| Gopal Singh Saini     | 5000m (m)             | 28e       | serie 1: 9de in 14.06,6                               |
| Hari Chand            | 10000m (m)            | 22e       | serie 3: 10de in 29.45,8                              |
| Hari Chand            | marathon (m)          | 31e       | 2:22.08                                               |
| Shivnath Singh        | marathon (m)          | DNF       | niet gefinisht                                        |
| Ranjit Singh          | 20km snelwandelen (m) | 38e       | 1:38.27,2                                             |
| Bahadur Singh Chauhan | kogelstoten (m)       | 15e       | kwalificatie: 15de met 17,05m                         |
|                       |                       |           |                                                       |
| P. T. Usha            | 100m (v)              | 31e       | serie 1: 6de in 12,24                                 |
| P. T. Usha            | 200m (v)              | 28e       | serie 6: 7de in 25,16                                 |
| Geeta Zutshi          | 800m (v)              | 19e       | serie 1: 6de in 2.06,6                                |

### Basketbal
| Olympiër | Discipline | Resultaat | Prestatie |
| --- | ---------- | --------- | --- |
| Parvez Irani Diniar Chopra Ajmer Singh Tarlok Sandhu Singh Paramdip Singh Shyam Radhey Baldev Singh Dilip Gurumurthy Paramjit Singh Nagarajan Amarnath Jorawar Singh Rathore Uman Singh Harbhajan Singh | mannen     | 12e       | groep A: 4de V van Sovjet-Unie: 65-121 V van Tsjecho-Slowakije: 65-133 V van Brazilië: 64-137 7-12de plek: 6de V van Polen: 67-113 V van Senegal: 59-81 V van Zweden: 63-119 V van Australië: 75-93 |

| Groep A |                   |             |             |             |        |        |        |        |
| #       | Land              | Wedstrijden | Wedstrijden | Wedstrijden | Punten | Punten | Punten | Punten |
| #       | Land              | G           | W           | V           | V      | T      | Saldo  | Punten |
| 1       | Sovjet-Unie       | 3           | 3           | 0           | 321    | 235    | +86    | 6      |
| 2       | Brazilië          | 3           | 2           | 1           | 297    | 235    | +62    | 5      |
| 3       | Tsjecho-Slowakije | 3           | 1           | 2           | 285    | 236    | +49    | 4      |
| 4       | India             | 3           | 0           | 3           | 194    | 391    | -197   | 3      |

| Ronde      | Datum  | Plaats            | Land   | Score       | Land |
| ---------- | ------ | ----------------- | ------ | ----------- | ---- |
| Groepsfase |        |                   |        |             |      |
| 20 juli    | Moskou | India             | 65-121 | Sovjet-Unie |      |
| 21 juli    | Moskou | Tsjecho-Slowakije | 133-65 | India       |      |
| 23 juli    | Moskou | Brazilië          | 137-64 | India       |      |

| 7-12de plek |                   |             |             |             |            |            |            |        |
| #           | Land              | Wedstrijden | Wedstrijden | Wedstrijden | Doelpunten | Doelpunten | Doelpunten | Punten |
| #           | Land              | G           | W           | V           | V          | T          | Saldo      | Punten |
| 1           | Polen             | 5           | 4           | 1           | 453        | 359        | +94        | 9      |
| 2           | Australië         | 5           | 4           | 1           | 417        | 381        | +35        | 9      |
| 3           | Tsjecho-Slowakije | 5           | 3           | 2           | 474        | 377        | +97        | 8      |
| 4           | Zweden            | 5           | 3           | 2           | 375        | 341        | +34        | 8      |
| 5           | Senegal           | 5           | 1           | 4           | 345        | 396        | -51        | 6      |
| 6           | India             | 5           | 0           | 5           | 329        | 539        | -210       | 5      |

| Ronde      | Datum  | Plaats  | Land   | Score     | Land |
| ---------- | ------ | ------- | ------ | --------- | ---- |
| Groepsfase |        |         |        |           |      |
| 25 juli    | Moskou | Polen   | 113-67 | India     |      |
| 26 juli    | Moskou | Senegal | 81-59  | India     |      |
| 27 juli    | Moskou | Zweden  | 119-63 | India     |      |
| 28 juli    | Moskou | India   | 75-93  | Australië |      |

### Boksen
| Olympiër             | Discipline | Resultaat | Prestatie                                                                                      |
| -------------------- | ---------- | --------- | ---------------------------------------------------------------------------------------------- |
| Birender Singh Thapa | -48kg (m)  | 17e       | 1ste ronde: V van GDR Geilich: 2-3                                                             |
| Amala Dass           | -51kg (m)  | 17e       | 1ste ronde: V van PRK Jo: 0-5                                                                  |
| Ganapathy Manoharan  | -54kg (m)  | 9e        | 1ste ronde: W van GUI Diallo: 4-1 2de ronde: V van TAN Issaick: scheidsrechterlijke beslissing |

### Gewichtheffen
| Olympiër               | Discipline | Resultaat | Prestatie                                            |
| ---------------------- | ---------- | --------- | ---------------------------------------------------- |
| Karunagaran Ekambaram  | -52kg (m)  | DNF       | drukken: 11de met 90kg                               |
| Tamil Selwan Muniswamy | -56kg (m)  | DNF       | drukken: 16de met 100kg trekken: geen geldige poging |

### Hockey

#### Mannen
| Olympiër | Discipline | Resultaat | Prestatie |
| --- | ---------- | --------- | --- |
| Vasudevan Baskaran Allan Schofield Bir Bhadur Chettri Sylvanus Dung Dung Davinder Singh Gurmail Singh Ravinder Pal Singh Sommayya Maneypande Maharaj Krishan Kaushik Charanjit Kumar Merwyn Fernandes Amarjit Singh Rana Mohamed Shahid Zafar Iqbal Surinder Singh Sodhi | mannen     | Goud      | groepsfase: 2de W van Tanzania: 18-0 G van Polen: 2-2 G van Spanje: 2-2 W van Cuba: 13-0 W van Sovjet-Unie: 4-2 finale: W van Spanje: 4-3 |

| Groepsfase |             |             |             |             |             |            |            |            |        |
| #          | Land        | Wedstrijden | Wedstrijden | Wedstrijden | Wedstrijden | Doelpunten | Doelpunten | Doelpunten | Punten |
| #          | Land        | G           | W           | G           | V           | V          | T          | Saldo      | Punten |
| 1          | Spanje      | 5           | 4           | 1           | 0           | 33         | 3          | +30        | 9      |
| 2          | India       | 5           | 3           | 2           | 0           | 39         | 6          | +33        | 8      |
| 3          | Sovjet-Unie | 5           | 3           | 0           | 2           | 30         | 11         | +19        | 6      |
| 4          | Polen       | 5           | 2           | 1           | 2           | 19         | 15         | +4         | 5      |
| 5          | Cuba        | 5           | 1           | 0           | 4           | 7          | 42         | -35        | 2      |
| 6          | Tanzania    | 5           | 0           | 0           | 5           | 3          | 54         | -51        | 0      |

| Ronde      | Datum  | Plaats      | Land | Score    | Land |
| ---------- | ------ | ----------- | ---- | -------- | ---- |
| Groepsfase |        |             |      |          |      |
| 20 juli    | Moskou | India       | 18-0 | Tanzania |      |
| 21 juli    | Moskou | India       | 2-2  | Polen    |      |
| 23 juli    | Moskou | Spanje      | 2-2  | India    |      |
| 24 juli    | Moskou | India       | 13-0 | Cuba     |      |
| 26 juli    | Moskou | Sovjet-Unie | 2-4  | India    |      |
| Finale     |        |             |      |          |      |
| 29 juli    | Moskou | India       | 4-3  | Spanje   |      |

#### Vrouwen
| Olympiër | Discipline | Resultaat | Prestatie |
| --- | ---------- | --------- | --- |
| Margaret Toscano Sudha Chaudhry Gangotri Bhandari Rekha Mundphan Rup Kumari Saini Varsha Soni Eliza Nelson Prem Maya Sonir Nazleen Madraswalla Selma d'Silva Lorraine Fernandes Harpreet Gill Balwinder Kaur Bhatia Geeta Sareen Nisha Sharma Hutoxi Bagli | vrouwen    | 4e        | groepsfase: 4de W van Oostenrijk: 2-0 W van Polen: 4-0 V van Tsjecho-Slowakije: 1-2 G van Zimbabwe: 1-1 V van Sovjet-Unie: 1-3 |

| Finale |                   |             |             |             |             |            |            |            |        |
| #      | Land              | Wedstrijden | Wedstrijden | Wedstrijden | Wedstrijden | Doelpunten | Doelpunten | Doelpunten | Punten |
| #      | Land              | G           | W           | G           | V           | V          | T          | Saldo      | Punten |
| 1      | Zimbabwe          | 5           | 3           | 2           | 0           | 13         | 4          | +9         | 8      |
| 2      | Tsjecho-Slowakije | 5           | 3           | 1           | 1           | 10         | 5          | +5         | 7      |
| 3      | Sovjet-Unie       | 5           | 3           | 0           | 2           | 11         | 5          | +6         | 6      |
| 4      | India             | 5           | 2           | 1           | 2           | 9          | 6          | +3         | 5      |
| 5      | Australië         | 5           | 2           | 0           | 3           | 6          | 11         | -5         | 4      |
| 6      | Polen             | 5           | 0           | 0           | 5           | 0          | 18         | -18        | 0      |

| Ronde      | Datum  | Plaats      | Land | Score             | Land |
| ---------- | ------ | ----------- | ---- | ----------------- | ---- |
| Groepsfase |        |             |      |                   |      |
| 25 juli    | Moskou | Australië   | 0-2  | India             |      |
| 27 juli    | Moskou | India       | 4-0  | Polen             |      |
| 28 juli    | Moskou | India       | 1-2  | Tsjecho-Slowakije |      |
| 30 juli    | Moskou | India       | 1-1  | Zimbabwe          |      |
| 31 juli    | Moskou | Sovjet-Unie | 3-1  | India             |      |

### Paardensport
| Olympiër                                                           | Discipline  | Resultaat | Prestatie      |
| Eventing                                                           | Eventing    | Eventing  | Eventing       |
| ------------------------------------------------------------------ | ----------- | --------- | -------------- |
| Jitendarjit Singh Ahluwalia                                        | individueel | DNF       | niet gefinisht |
| Hussain Khan                                                       | individueel | DNF       | niet gefinisht |
| Muhammad Khan                                                      | individueel | DNF       | niet gefinisht |
| Darya Singh                                                        | individueel | DNF       | niet gefinisht |
| Jitendarjit Singh Ahluwalia Hussain Khan Muhammad Khan Darya Singh | team        | DNF       | niet gefinisht |

### Schietsport
| Olympiër      | Discipline         | Resultaat | Prestatie                       |
| ------------- | ------------------ | --------- | ------------------------------- |
| Gian Chand    | 50m geweer liggend | 38e       | 590 punten (99-99-99-97-98-98)  |
| Roy Choudbury | 50m geweer liggend | 44e       | 588 punten (98-98-98-100-96-98) |
| Karni Singh   | trap               | 14e       | 188 punten                      |
| Randhir Singh | trap               | 21e       | 186 punten                      |

### Worstelen
| Olympiër        | Discipline  | Resultaat   | Prestatie |
| Vrije stijl     | Vrije stijl | Vrije stijl | Vrije stijl |
| --------------- | ----------- | ----------- | --- |
| Mahabir Singh   | -48kg (m)   | 5e          | 1ste ronde: W van ROU Rasovan: 12-5 2de ronde: W van VIE Van Cong 3de ronde: W van ITA Pollio 4de ronde: V van POL Falandys 5de ronde: V van URS Kornilayev |
| Ashok Kumar     | -52kg (m)   | 10e         | 1ste ronde: W van PRK Jang 2de ronde: V van BUL Selimov 3de ronde: V van POL Stecyk                                                                         |
| Jagmander Singh | -68kg (m)   | 4e          | 1ste ronde: V van MGL Oidov 2de ronde: W van VIE Dinh Chi 3de ronde: W van HUN Kocsis 4de ronde: W van IRQ Faris 5de ronde: V van BUL Yankov                |
| Rajinder Singh  | -74kg (m)   | 6e          | 1ste ronde: W van GDR Steingräber 2de ronde: W van SYR Fawaz 3de ronde: V van ITA Niccolini 4de ronde: V van BUL Raychev                                    |
| Kartar Singh    | -90kg (m)   | 13e         | 1ste ronde: V van BUL Ginov 2de ronde: V van AUS Pikos |
| Satpal Singh    | -100kg (m)  | 13e         | 1ste ronde: V van TCH Strnisko 2de ronde: V van POL Busse                                                                                                   |

Afghanistan · Algerije · Andorra · Angola · Australië · België · Benin · Birma · Botswana · Brazilië · Bulgarije · Colombia · Congo-Brazzaville · Costa Rica · Cuba · Cyprus · Denemarken · Dominicaanse Republiek · Duitse Democratische Republiek · Ecuador · Ethiopië · Finland · Frankrijk · Griekenland · Groot-Brittannië · Guatemala · Guinee · Guyana · Hongarije · Ierland · IJsland · India · Irak · Italië · Jamaica · Joegoslavië · Jordanië · Kameroen · Koeweit · Laos · Lesotho · Libanon · Liberia · Libië · Luxemburg · Madagaskar · Mali · Malta · Mexico · Mongolië · Mozambique · Nederland · Nepal · Nicaragua · Nieuw-Zeeland · Nigeria · Noord-Korea · Oeganda · Oostenrijk · Peru · Polen · Portugal · Puerto Rico · Roemenië · San Marino · Senegal · Seychellen · Sierra Leone · Sovjet-Unie · Spanje · Sri Lanka · Syrië · Tanzania · Trinidad en Tobago · Tsjecho-Slowakije · Venezuela · Vietnam · Zambia · Zimbabwe · Zweden · Zwitserland